# Sæbø, Vestland
Sæbø är en kyrkby i Alvers kommun i Vestland fylke i västra Norge. Byn ligger vid fylkesväg5480 på ön Radøy. Här finns Sæbø kyrka.
Byn utgjorde tidigare centralort i dåvarande Sæbø kommun i Hordaland fylke.